# Cầy mangut thon
Cầy mangut thon (tên khoa học: Galerella sanguinea), còn được gọi là cầy mangut chóp đen hoặc cầy mangut đuôi đen, là một loài họ cầy magut rất phổ biến ở châu Phi cận Sahara.

## Phạm vi và môi trường sống
Cầy mangut thon, có tới năm mươi phân loài, được tìm thấy ở khắp châu Phi cận Sahara, với cầy mangut đen ở Angola và Namibia đôi khi được coi là một loài riêng biệt. Chúng dễ thích nghi và có thể sống ở hầu hết mọi nơi trong phạm vi rộng lớn này, nhưng phổ biến nhất ở các trảng cỏ và bán sơn địa. Chúng hiếm hơn nhiều ở các khu vực rừng rậm và sa mạc.

## Mô tả

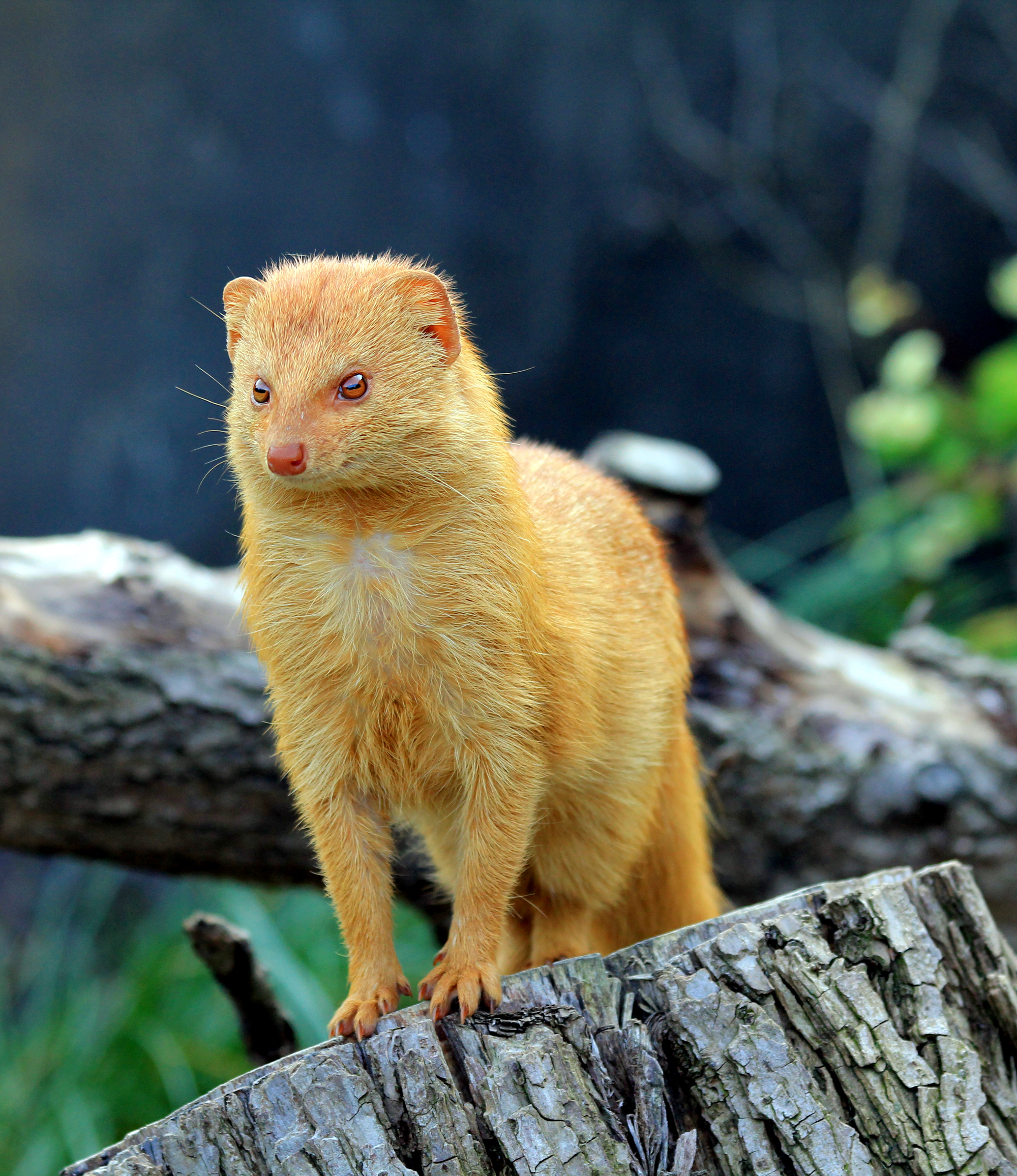
Cầy mangut thon trong vườn thú Prague, Cộng hòa Séc

Đúng như tên gọi, cầy mangut thon có thân hình mảnh mai dài 27,5–40 cm và đuôi dài 23–33 cm. Con đực nặng 640–715 g, trong khi những con cái nhỏ hơn nặng 460–575 g.
Màu lông của chúng rất khác giữa các phân loài, từ nâu đỏ sẫm đến đỏ cam, xám, hoặc thậm chí vàng, nhưng những con cầy mangut này có thể được phân biệt với những con cầy mangut khác nhờ chóp đen hoặc đỏ nổi bật trên đuôi của chúng. Chúng cũng có bộ lông mượt mà hơn các thành viên châu Phi khác trong họ.

## Hành vi
Cầy mangut thon thường sống đơn lẻ hoặc theo cặp. Nó chủ yếu hoạt động vào ban ngày, mặc dù đôi khi nó hoạt động vào những đêm ấm áp, có trăng. Nó dường như không có tính lãnh thổ, nhưng sẽ duy trì các phạm vi nhà ổn định thường được chia sẻ với các thành viên của các loài họ hàng. Thật vậy, cầy mangut thon và những loài khác này thậm chí có thể sống chung với nhau, vì hầu hết họ hàng của chúng đều sống về đêm. Có thể tìm thấy tổ ở bất cứ nơi nào được che chắn khỏi các yếu tố: trong các kẽ hở giữa các tảng đá, trong các khúc gỗ rỗng và những thứ tương tự.

### Sinh sản
Phạm vi của con đực sẽ bao gồm phạm vi của một số con cái và các dấu hiệu mùi hương cho nó biết khi con cái động dục. Thời gian mang thai được cho là từ 60 đến 70 ngày, và hầu hết các trường hợp mang thai đều sinh từ một đến ba (thường là hai) con non. Con đực không giúp chăm sóc chúng. Bất thường, đối với một loài sống đơn độc, ở Kalahari, những con đực là phi khoa trong khi những con cái phân tán. Điều này được cho là do lợi ích của sự hợp tác họ hàng của con đực để bảo vệ con cái.

### Tập tính ăn
Cầy mangut thon chủ yếu là loài ăn thịt, mặc dù nó là loài ăn tạp cơ hội. Côn trùng chiếm phần lớn trong chế độ ăn của nó, nhưng thằn lằn, động vật gặm nhấm, rắn, chim, động vật lưỡng cư và trái cây thường xuyên được ăn khi có sẵn. Nó cũng sẽ ăn xác chết và trứng. Giống như hình ảnh phổ biến của loài cầy mangut, loài cầy mangut thon có khả năng giết chết và sau đó ăn rắn độc, nhưng những con rắn như vậy không chiếm một phần đáng kể trong khẩu phần ăn của chúng.
Cầy mangut thon có khả năng leo cây giỏi hơn các loài cầy mangut khác, thường săn bắt chim ở đó.

## Bảo tồn
Cầy mangut thon đã từng là mục tiêu của các nỗ lực tiêu diệt trong quá khứ, do có khả năng là vật trung gian truyền bệnh dại và thực tế là đôi khi chúng giết chết gia cầm nuôi. Những nỗ lực này đã không thành công rõ ràng, mặc dù một số phân loài có thể bị đe dọa.
Nhìn chung, cầy mangut thon không có nguy cơ tuyệt chủng ngay lập tức và sách đỏ IUCN đánh giá nó là loài ít quan tâm.